# Nueva Tabasqueña
Nueva Tabasqueña är en ort i Mexiko.   Den ligger i kommunen Las Choapas och delstaten Veracruz, i den sydöstra delen av landet, 600 km öster om huvudstaden Mexico City. Nueva Tabasqueña ligger 41 meter över havet och antalet invånare är 679.
Terrängen runt Nueva Tabasqueña är platt åt nordväst, men åt sydost är den kuperad. Runt Nueva Tabasqueña är det ganska glesbefolkat, med 29 invånare per kvadratkilometer. Nueva Tabasqueña är det största samhället i trakten. Omgivningarna runt Nueva Tabasqueña är en mosaik av jordbruksmark och naturlig växtlighet.